# Sonja Roman
Sonja Roman (Hodoš, 11 marzo 1979) è un'ex mezzofondista slovena.

## Palmarès
| Anno | Manifestazione          | Sede              | Evento         | Risultato  | Prestazione | Note                                     |
| ---- | ----------------------- | ----------------- | -------------- | ---------- | ----------- | ---------------------------------------- |
| 1996 | Mondiali juniores       | Sydney            | 800 m piani    | Semifinale | 2'10"63     |                                          |
| 1996 | Mondiali juniores       | Sydney            | 1500 m piani   | Batteria   | 4'26"14     |                                          |
| 1997 | Europei juniores        | Lubiana           | 1500 m piani   | 7ª         | 4'27"56     |                                          |
| 1998 | Mondiali juniores       | Annecy            | 800 m piani    | Semifinale | 2'08"10     |                                          |
| 1998 | Mondiali juniores       | Annecy            | 1500 m piani   | Batteria   | 4'27"11     |                                          |
| 1999 | Europei under 23        | Göteborg          | 800 m piani    | Batteria   | 2'04"06     |                                          |
| 2001 | Europei under 23        | Amsterdam         | 1500 m piani   | 12ª        | 4'19"86     |                                          |
| 2002 | Europei                 | Monaco di Baviera | 15000 m piani  | Batteria   | 4'19"87     |                                          |
| 2003 | Mondiali indoor         | Birmingham        | 1500 m piani   | Batteria   | 4'18"09     |                                          |
| 2003 | Universiade             | Taegu             | 800 m piani    | Batteria   | 2'05"24     |                                          |
| 2003 | Universiade             | Taegu             | 1500 m piani   | 11ª        | 4'16"20     |                                          |
| 2004 | Mondiali indoor         | Budapest          | 1500 m piani   | Batteria   | 4'11"72     |                                          |
| 2005 | Europei indoor          | Madrid            | 1500 m piani   | Batteria   | 4'16"44     |                                          |
| 2005 | Giochi del Mediterraneo | Almería           | 1500 m piani   | Batteria   | 4'19"67     |                                          |
| 2005 | Universiade             | Smirne            | 1500 m piani   | 9ª         | 4'18"71     |                                          |
| 2006 | Mondiali indoor         | Mosca             | 1500 m piani   | Batteria   | 4'27"96     |                                          |
| 2006 | Europei                 | Göteborg          | 1500 m piani   | Batteria   | 4'13"59     |                                          |
| 2007 | Europei indoor          | Birmingham        | 1500 m piani   | 7ª         | 4'11"57     |                                          |
| 2007 | Mondiali                | Osaka             | 1500 m piani   | Semifinale | 4'08"70     | Miglior prestazione personale stagionale |
| 2008 | Mondiali indoor         | Valencia          | 1500 m piani   | Batteria   | 4'08"12     |                                          |
| 2008 | Olimpiadi               | Pechino           | 3000 m siepi   | Batteria   | 4'08"52     |                                          |
| 2009 | Europei indoor          | Torino            | 1500 m piani   | Argento    | 4'11"42     |                                          |
| 2009 | Mondiali                | Berlino           | 1500 m piani   | Batteria   | 4'07"10     |                                          |
| 2012 | Europei                 | Helsinki          | 1500 m piani   | Batteria   | 4'16"68     |                                          |
| 2012 | Olimpiadi               | Londra            | 1500 m piani   | Batteria   | 4'19"17     |                                          |
| 2013 | Mondiali                | Mosca             | 1500 m piani   | Semifinale | 4'08"63     |                                          |
| 2014 | Europei                 | Zurigo            | 1500 m piani   | Batteria   | 4'16"38     |                                          |
| 2014 | Europei                 | Zurigo            | 5000 m piani   | dnf        | dnf         |                                          |
| 2015 | Europei indoor          | Praga             | 1500 m piani   | 10ª        | 4'20"85     |                                          |
| 2015 | Europei indoor          | Praga             | 3000 m piani   | Batteria   | dnf         |                                          |
| 2016 | Europei                 | Amsterdam         | Mezza maratona | 42ª        | 1h15'27"    |                                          |